# Reino Unido en el Festival de la Canción de Eurovisión Junior
Reino Unido fue uno de los países fundadores que debutó en el I Festival de Eurovisión Junior en 2003.
Participó durante tres años y el ente encargado de transmitir el evento fue la ITV.
El país ostenta el tercer puntaje más alto en la historia del festival: 140 puntos en 2004. Sus resultados han sido satisfactorios, obteniendo un 3° lugar en 2003 y un 2° lugar en 2004. A pesar de estos resultados, el país se retira definitivamente en 2006 debido a los bajos niveles de audiencia que tenía el evento. 
. . .En 2008, la emisora galesa Sianel Pedwar Cymru (S4C) había mostrado interés en participar por el Reino Unido, con  la esperanza de difundir el idioma galés a una audiencia más amplia. La transmisión del evento sería bilingüe: en inglés por S4C Digitol (para el resto del Reino Unido) y en galés por la señal analógica de S4C (para Gales). Finalmente, la emisora S4C decidió participar en 2018 representando a Gales.
En 2008, la emisora galesa Sianel Pedwar Cymru (S4C) había mostrado interés en participar por el Reino Unido, con  la esperanza de difundir el idioma galés a una audiencia más amplia. La transmisión del evento sería bilingüe: en inglés por S4C Digitol (para el resto del Reino Unido) y en galés por la señal analógica de S4C (para Gales). Finalmente, la emisora S4C decidió participar en 2018 representando a Gales
En 2022 el país británico gracias a la BBC, decidió regresar al festival tras 17 años de ausencia.
Su puntuación media hasta su retiro es de 118,40 puntos.

## Participación
| 2003                           | Copenhague  | Tom Morley    | «My song for the world»   | 3  | 118 |
| 2004                           | Lillehammer | Cory Spedding | «The best is yet to come» | 2  | 140 |
| 2005                           | Hasselt     | Joni Fuller   | «How does it feel?»       | 14 | 28  |
| No participó entre 2006 y 2021 |             |               |                           |    |     |
| 2022                           | Ereván      | Freya Skye    | «Lose My Head»            | 5  | 146 |
| 2023                           | Niza        | STAND UNIQU3  | «Back To Life»            | 4  | 160 |
| No participó en 2024 y 2025    |             |               |                           |    |     |

## Votaciones
Reino Unido ha dado más puntos a...
| N.º | País                | Pts |
| --- | ------------------- | --- |
| 1   | España              | 51  |
| 2   | Países Bajos        | 21  |
| 3   | Armenia             | 20  |
| 3   | Croacia             | 20  |
| 4   | Grecia              | 18  |
| 4   | Francia             | 18  |
| 4   | Malta               | 18  |
| 5   | Bielorrusia         | 15  |
| 5   | Dinamarca           | 15  |
| 6   | Albania             | 11  |
| 6   | Chipre              | 11  |
| 7   | Polonia             | 10  |
| 8   | Rumania             | 9   |
| 9   | Noruega             | 8   |
| 10  | Bélgica             | 7   |
| 10  | Macedonia del Norte | 7   |

Reino Unido ha recibido más puntos de...
| N.º | País                | Pts |
| --- | ------------------- | --- |
| 1   | Malta               | 38  |
| 2   | España              | 34  |
| 2   | Países Bajos        | 34  |
| 3   | Polonia             | 28  |
| 4   | Dinamarca           | 25  |
| 5   | Bielorrusia         | 24  |
| 5   | Ucrania             | 24  |
| 6   | Rumania             | 20  |
| 7   | Letonia             | 19  |
| 8   | Albania             | 18  |
| 9   | Suecia              | 17  |
| 9   | Macedonia del Norte | 17  |
| 10  | Bélgica             | 16  |
| 10  | Italia              | 16  |

## Portavoces
| Año  | Portavoz      | 12 Puntos |
| ---- | ------------- | --------- |
| 2023 | ¿?            | Armenia   |
| 2022 | Tabitha Joy   | España    |
| 2005 | Vicky Gordon  | España    |
| 2004 | Charlie Allan | Croacia   |
| 2003 | Sasha Stevens | España    |